# ТЕЦ Польковиці
51°29′0″ пн. ш. 16°4′1″ сх. д. / 51.48333° пн. ш. 16.06694° сх. д.
ТЕЦ Польковиці (ЕС-2) — теплоелектроцентраль в однойменному місті на південному заході Польщі.
Станом на 2017 рік енергетичний майданчик мідної копальні в Польковицях використовував два встановлені сосновецькою компанією Fakop в 1970 році вугільні парові котли OR-32 (станційні номери 3 та 4). Від них живився запущений в 1973 році турбоагрегат потужністю 10,4 МВт, який складався з турбіни компанії Jugoturbina та генератора вроцлавського заводу Dolmel. Крім того, працювали чотири із семи поставлених в 1969—1982 роках рацибузькою компанією Rafako вугільних водогрійних котлів WR-25 (два потужністю по 29 МВт та два — по 36 МВт). Загальна теплова потужність зазначеної конфігурації становила 166 МВт.
У 2014-му на станції звели парогазовий енергоблок комбінованого циклу потужністю 42 МВт. Його обладнали двома газовими турбінами Turbomach Titan 130 потужністю по 14,7 МВт, які через котли-утилізатори Aalborg живлять одні парову турбіну Siemens потужністю 12,6 МВт. Окрім виробництва електроенергії, блок здатен постачати 40 МВт теплової енергії. Як паливо він використовує природний газ з високим вмістом азоту із місцевого родовища.
Для видалення продуктів згоряння спорудили димар висотою 220 метрів.